# Saison 1 de Why Women Kill
Chronologie
Saison 2
Cet article présente le guide des épisodes de la première saison de la série télévisée américaine Why Women Kill.

## Généralités

### Diffusion
- Aux États-Unis, la saison a été diffusée entre le 15 août 2019 et le 17 octobre 2019 sur le service CBS All Access.
- En Belgique, elle a été diffusée entre le 24 janvier 2020 et le 21 février 2020 sur Be Séries.
- En France, elle a été diffusée entre le 26 mars 2020 et le 21 mai 2020 sur M6 et le 20 octobre 2020 sur Salto.
- Au Québec, elle est diffusée depuis le 5 mai 2020 sur ICI TOU.TV.
- Au Canada, elle est diffusée entre le 6 septembre 2020 et le 8 novembre 2020 sur W Network.
- Elle est pour le moment inédite dans tous les autres pays francophones.

## Distribution

### Acteurs principaux
- Lucy Liu (VF : Laëtitia Godès) : Simone Grove
- Ginnifer Goodwin (VF : Marie-Eugénie Maréchal) : Beth Ann Stanton
- Kirby Howell-Baptiste (VF : Fily Keita) : Taylor Harding
- Alexandra Daddario (VF : Ludivine Maffren) : Jade
- Sam Jaeger (VF : Cyrille Artaux) : Robert « Rob » Stanton
- Sadie Calvano (VF : Marie Tirmont) : April Warner
- Jack Davenport (VF : Jean-Pierre Michaël) : Karl Grove
- Reid Scott (VF : Thomas Roditi) : Eli Cohen

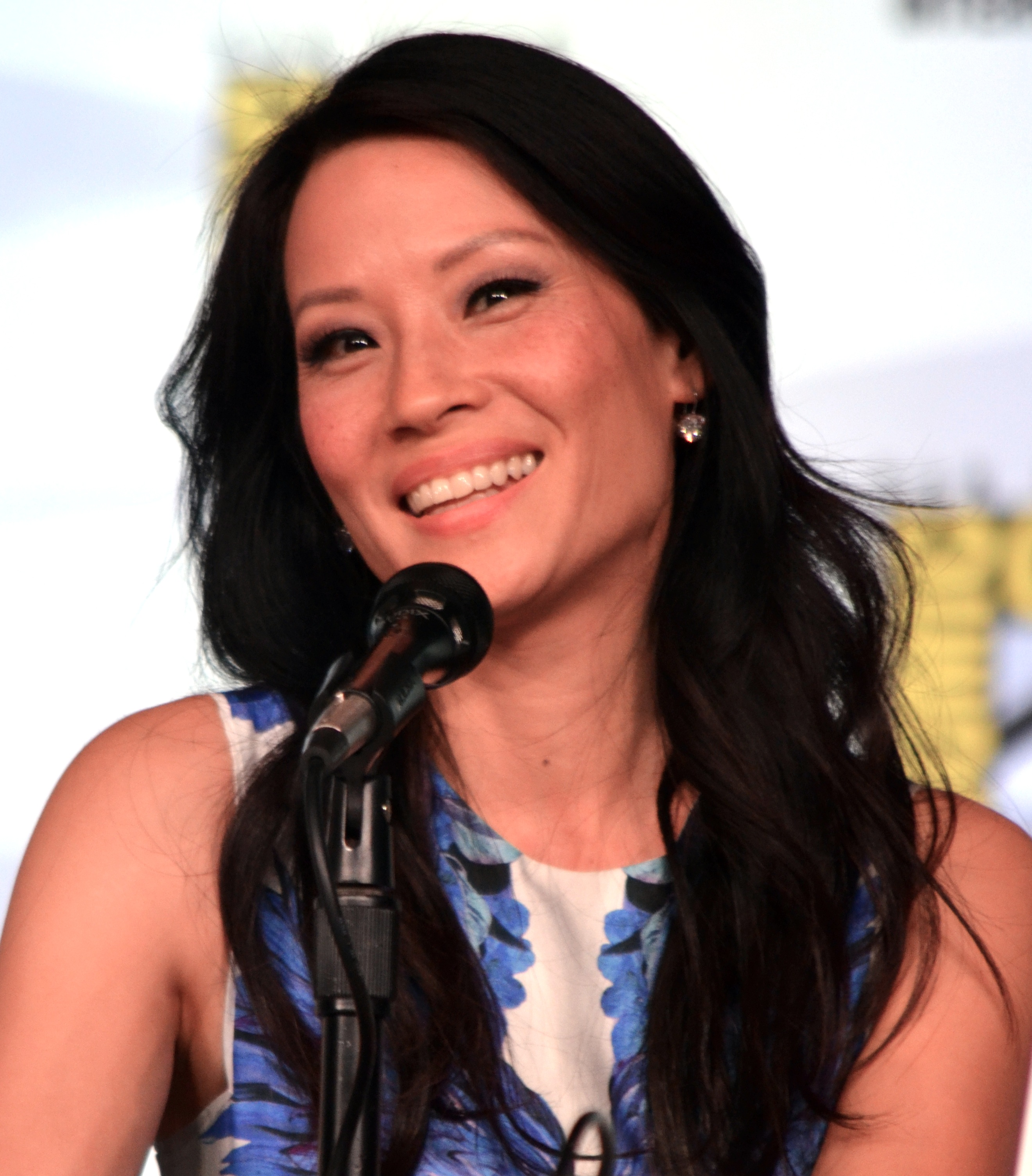
Lucy Liu interprète Simone.
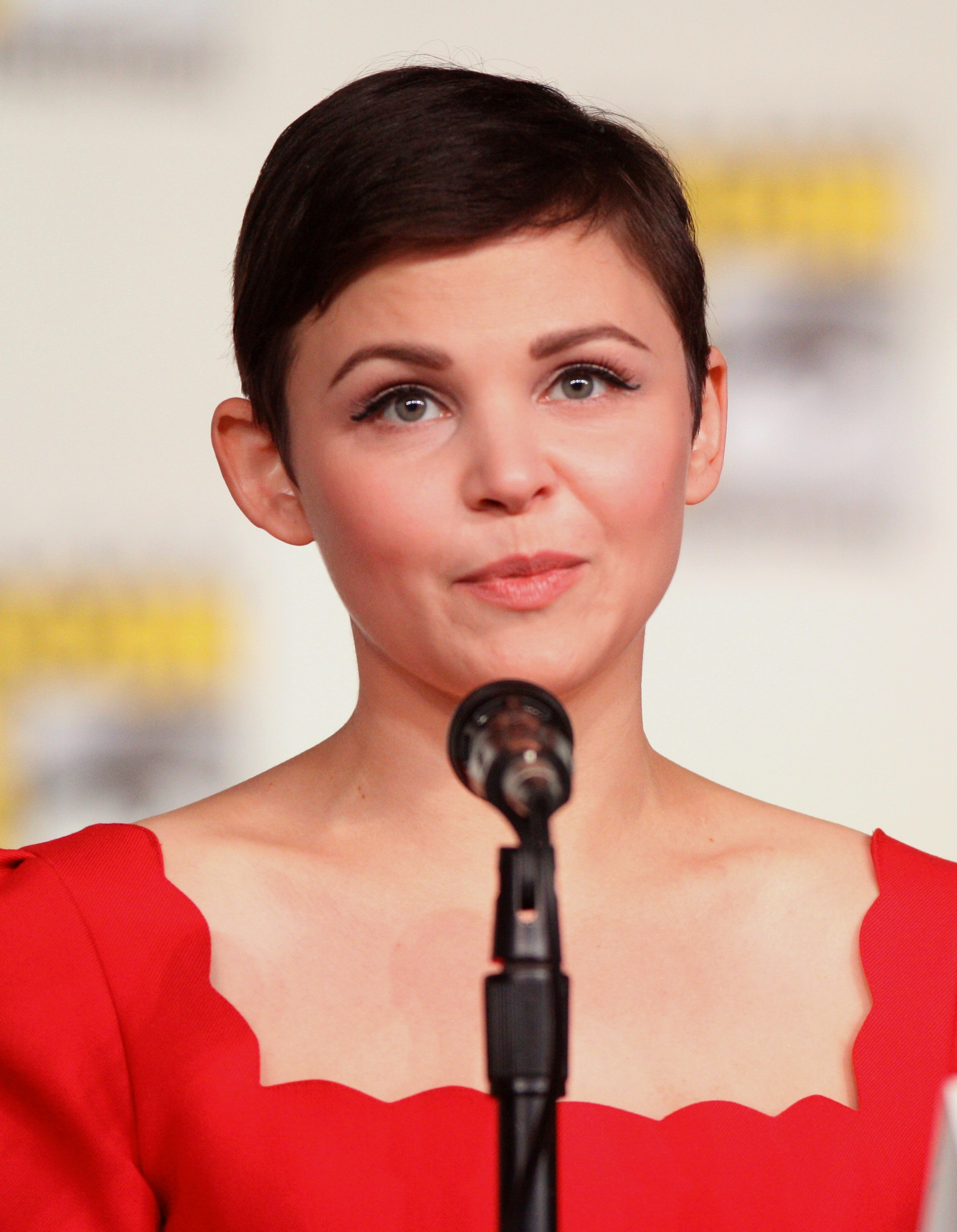
Ginnifer Goodwin interprète Beth Ann.
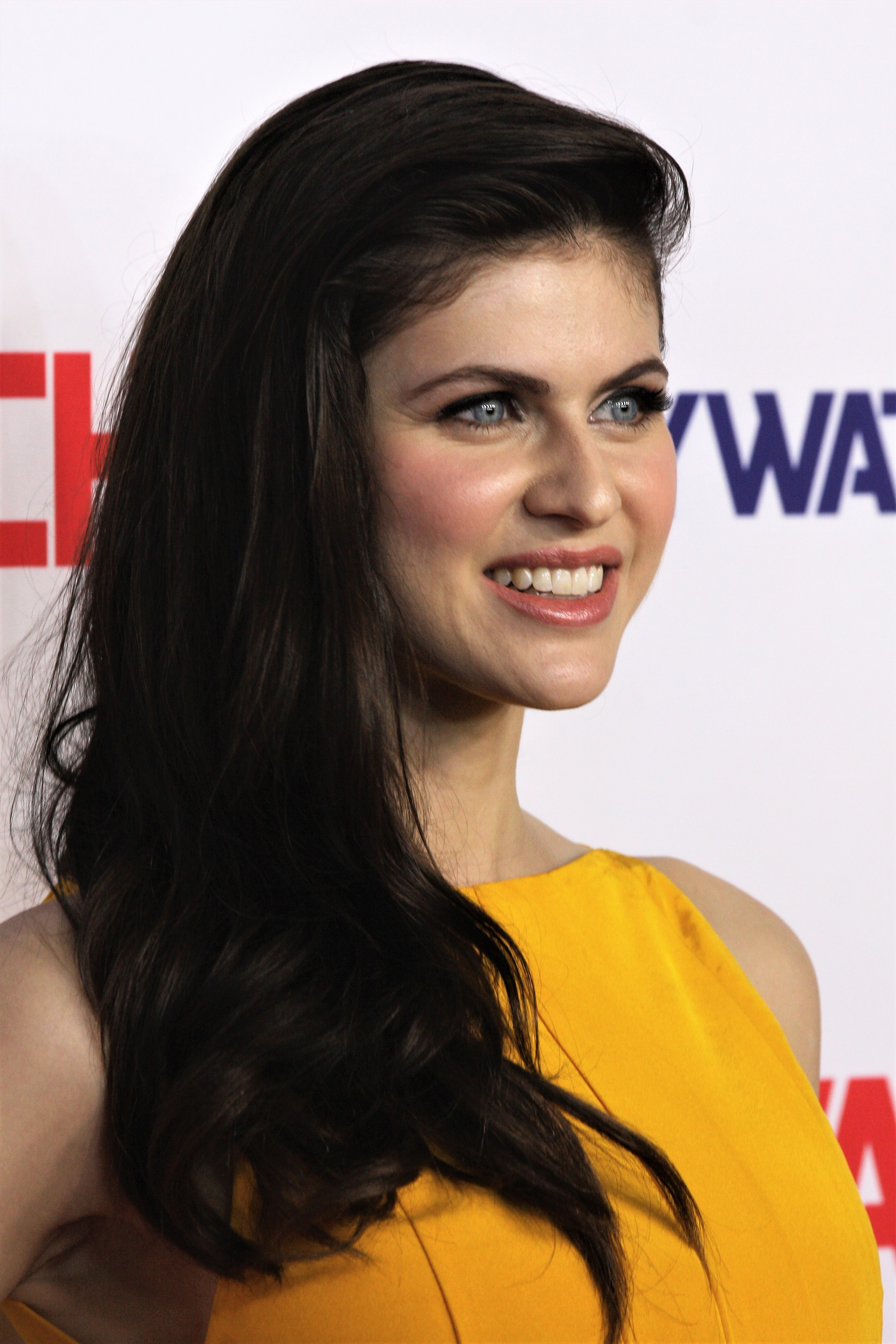
Alexandra Daddario interprète Jade.
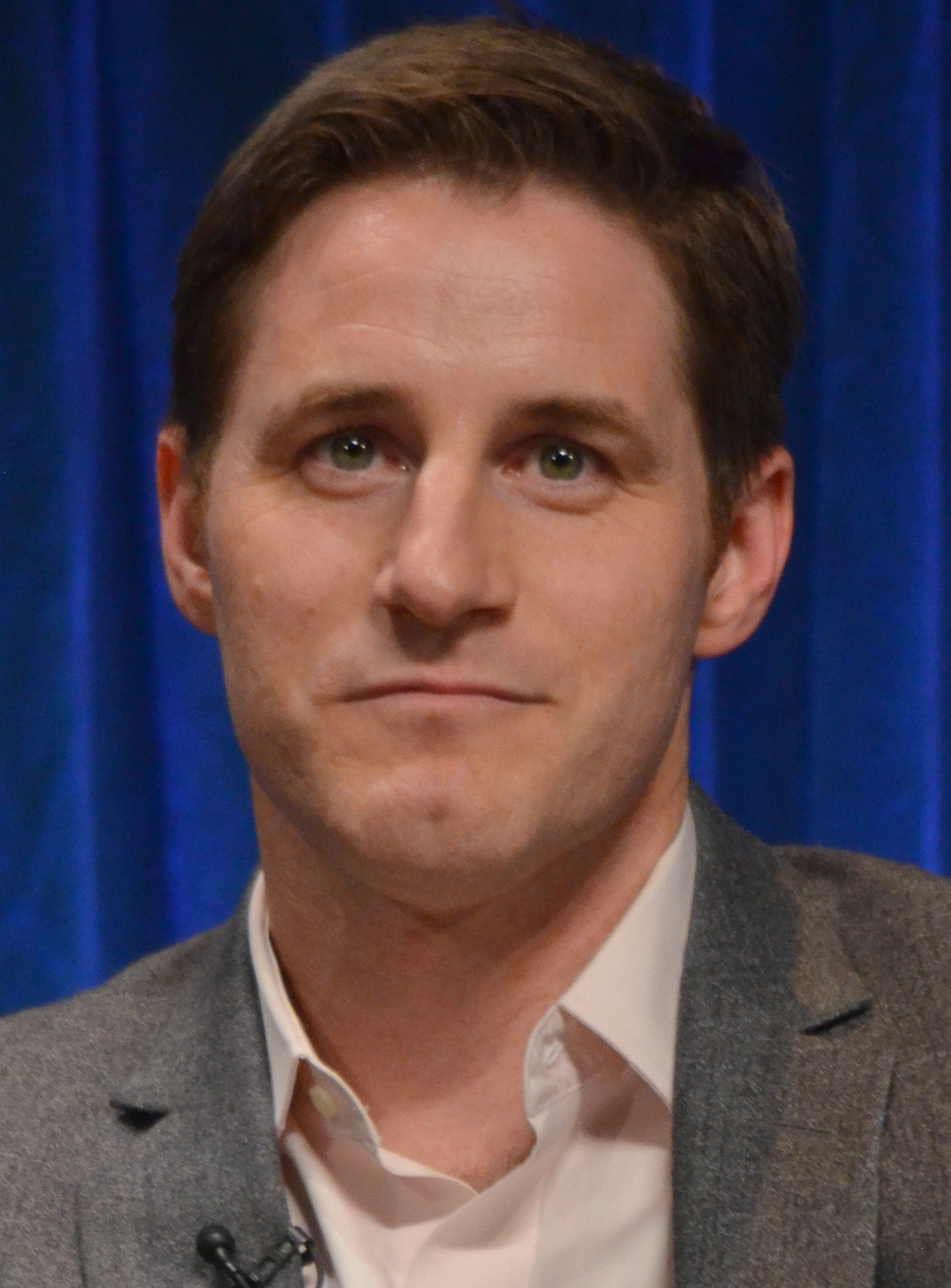
Sam Jaeger interprète Rob.
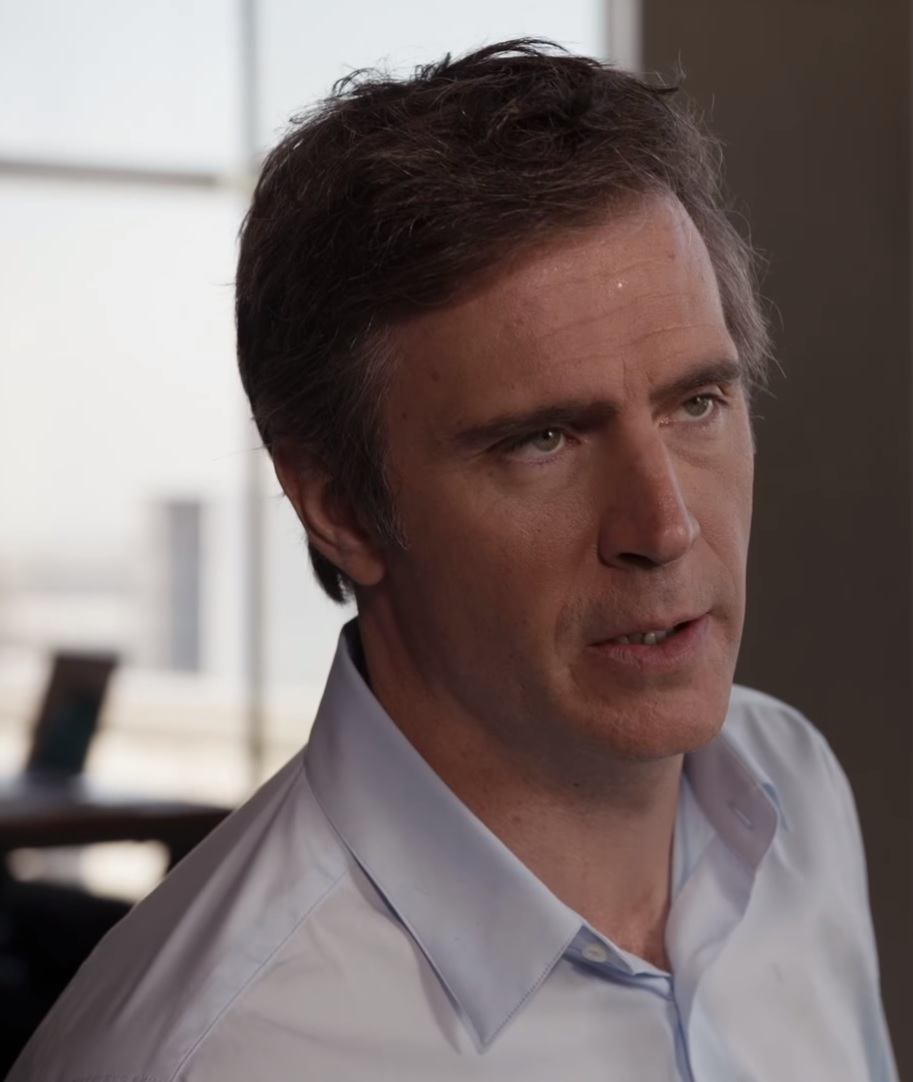
Jack Davenport interprète Karl.
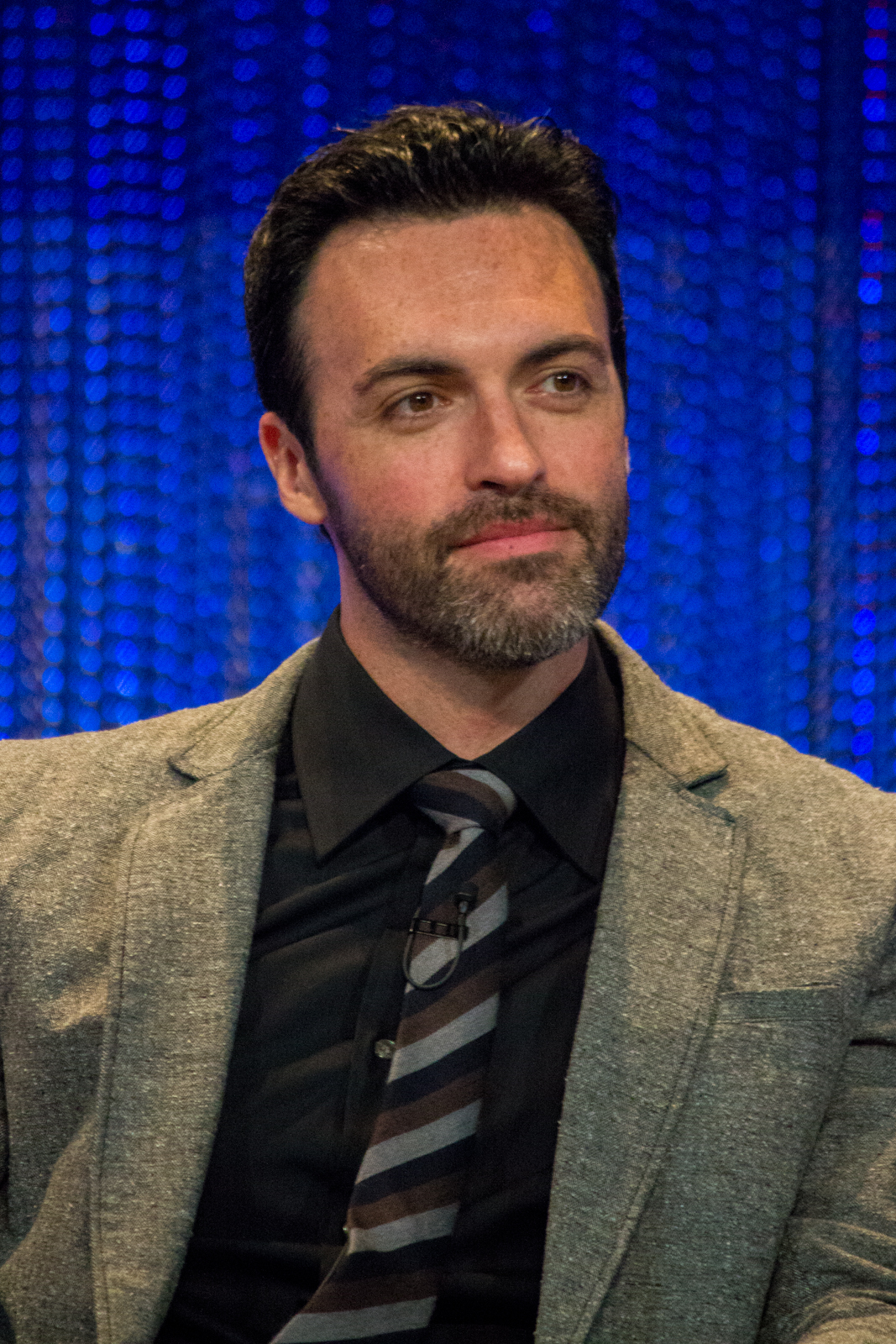
Reid Scott interprète Eli.

### Acteurs récurrents
- Alicia Coppola (VF : Emmanuelle Rivière) : Sheila Mosconi
- Adam Ferrara (VF : Pierre-Jean Cherer) : Leo Mosconi
- Lindsey Kraft (en) (VF : Aurore Saint-Martin) : Claire
- Katie Finneran (VF : Rafaèle Moutier) : Naomi Harte
- Leo Howard (VF : Tommy Lefort) : Tommy Harte
- Li Jun Li (VF : Camille Timmerman) : Amy Lin
- Kevin Daniels (VF : Rody Benghezala) : Lamar
- Kevin McNamara (VF : Renaud Roussel) : Duke Riley

 Source et légende : version française (VF) sur RS Doublage et DSD Doublage.

## Vue globale
| No | Titre français                                                 | Titre original                                                                                   | Réalisation               | Scénario                       | Première diffusion |
| -- | -------------------------------------------------------------- | ------------------------------------------------------------------------------------------------ | ------------------------- | ------------------------------ | ------------------ |
| 1  | Le couple était presque parfait                                | Murder Means Never Having to Say You're Sorry                                                    | Marc Webb                 | Marc Cherry                    | 15 août 2019       |
| 2  | Jamais deux sans trois                                         | I'd Like to Kill Ya, But I Just Washed My Hair                                                   | Marc Webb                 | Austin Guzman                  | 22 août 2019       |
| 3  | Tango                                                          | I Killed Everyone He Did, But Backwards and in High Heels                                        | David Grossman            | Randi Mayem Singer             | 29 août 2019       |
| 4  | Tu m'as poussée au meurtre                                     | You Had Me at Homicide                                                                           | Valerie Weiss             | Greg Malins                    | 5 septembre 2019   |
| 5  | Pas de larmes pour un meurtre                                  | There's No Crying in Murder                                                                      | David Grossman            | Jeff Strauss et Brendan Stepha | 12 septembre 2019  |
| 6  | Fatal à tous les coups                                         | Practically Lethal in Every Way                                                                  | David Warren              | Joe Keenan                     | 19 septembre 2019  |
| 7  | J'ai découvert le secret qui conduit au meurtre                | I Found Out What the Secret to Murder Is: Friends. Best Friends                                  | Elizabeth Allen Rosenbaum | Hannah Schneider               | 26 septembre 2019  |
| 8  | Le meurtre ne brise pas les mariages                           | Marriages Don't Break Up on Account of Murder – It's Just a Symptom That Something Else Is Wrong | Lucy Liu                  | Alexa Junge                    | 3 octobre 2019     |
| 9  | Je me demande ce qui rend les femmes comme toi aussi mortelles | I Was Just Wondering What Makes Dames Like You So Deadly                                         | Dawn Wilkinson            | Mary Elizabeth Hamilton        | 10 octobre 2019    |
| 10 | Tue-moi comme si c'était la dernière fois                      | Kill Me as if It Were the Last Time                                                              | David Warren              | Marc Cherry et Curtis Kheel    | 17 octobre 2019    |

## Épisodes

### Épisode 1:Le couple était presque parfait
- États-Unis : 15 août 2019 sur CBS All Access
- Belgique  : 24 janvier 2020 sur Be Séries
- France : 
  - 26 mars 2020 sur M6
  - 20 octobre 2020 sur Salto
- Québec : 5 mai 2020 sur ICI TOU.TV
- Canada : 6 septembre 2020 sur W Network

- France : 4,523 millions de téléspectateurs (16,3 % des 4 ans et +)[3]

### Épisode 2:Jamais deux sans trois
- États-Unis : 22 août 2019 sur CBS All Access
- Belgique  : 24 janvier 2020 sur Be Séries
- France :
  - 26 mars 2020 sur M6
  - 20 octobre 2020 sur Salto
- Québec : 12 mai 2020 sur ICI TOU.TV
- Canada : 13 septembre 2020 sur W Network

- France : 4,47 millions de téléspectateurs (18,1 % des 4 ans et +)[3]

### Épisode 3:Tango
- États-Unis : 29 août 2019 sur CBS All Access
- Belgique  : 31 janvier 2020 sur Be Séries
- France : 
  - 2 avril 2020 sur M6
  - 20 octobre 2020 sur Salto
- Québec : 19 mai 2020 sur ICI TOU.TV
- Canada : 20 septembre 2020 sur W Network

- France : 4,136 millions de téléspectateurs (14,7 % des 4 ans et +)[4]

### Épisode 4:Tu m'as poussée au meurtre
- États-Unis : 5 septembre 2019 sur CBS All Access
- Belgique  : 31 janvier 2020 sur Be Séries
- France : 
  - 9 avril 2020 sur M6
  - 20 octobre 2020 sur Salto
- Québec : 26 mai 2020 sur ICI TOU.TV
- Canada : 27 septembre 2020 sur W Network

- France : 3,831 millions de téléspectateurs (13,8 % des 4 ans et +)[5]

### Épisode 5:Pas de larmes pour un meurtre
- États-Unis : 12 septembre 2019 sur CBS All Access
- Belgique  : 7 février 2020 sur Be Séries
- France : 
  - 16 avril 2020 sur M6
  - 20 octobre 2020 sur Salto
- Québec : 2 juin 2020 sur ICI TOU.TV
- Canada : 4 octobre 2020 sur W Network

- France : 3,879 millions de téléspectateurs (14,1 % des 4 ans et +)[6]

### Épisode 6:Fatal à tous les coups
- États-Unis : 19 septembre 2019 sur CBS All Access
- Belgique  : 7 février 2020 sur Be Séries
- France : 
  - 23 avril 2020 sur M6
  - 20 octobre 2020 sur Salto
- Québec : 9 juin 2020 sur ICI TOU.TV
- Canada : 11 octobre 2020 sur W Network

- France : 3,59 millions de téléspectateurs (13,3 % des 4 ans et +)[7]

### Épisode 7:J'ai découvert le secret qui conduit au meurtre
- États-Unis : 26 septembre 2019 sur CBS All Access
- Belgique  : 14 février 2020 sur Be Séries
- France : 
  - 30 avril 2020 sur M6
  - 20 octobre 2020 sur Salto
- Québec : 16 juin 2020 sur ICI TOU.TV
- Canada : 18 octobre 2020 sur W Network

- France : 3,455 millions de téléspectateurs (12 % des 4 ans et +)[8]

### Épisode 8:Le meurtre ne brise pas les mariages
- États-Unis : 3 octobre 2019 sur CBS All Access
- Belgique  : 14 février 2020 sur Be Séries
- France : 
  - 7 mai 2020 sur M6
  - 20 octobre 2020 sur Salto
- Québec : 23 juin 2020 sur ICI TOU.TV
- Canada : 25 octobre 2020 sur W Network

- France : 3,286 millions de téléspectateurs (12 % des 4 ans et +)[9]

### Épisode 9:Je me demande ce qui rend les femmes comme toi aussi mortelles
- États-Unis : 10 octobre 2019 sur CBS All Access
- Belgique  : 21 février 2020 sur Be Séries
- France : 
  - 14 mai 2020 sur M6
  - 20 octobre 2020 sur Salto
- Québec : 30 juin 2020 sur ICI TOU.TV
- Canada : 1er novembre 2020 sur W Network

- France : 3,536 millions de téléspectateurs (13,1 % des 4 ans et +)[10]

### Épisode 10:Tue-moi comme si c'était la dernière fois
- États-Unis : 17 octobre 2019 sur CBS All Access
- Belgique  : 21 février 2020 sur Be Séries
- France : 
  - 21 mai 2020 sur M6
  - 20 octobre 2020 sur Salto
- Québec : 7 juillet 2020 sur ICI TOU.TV
- Canada : 8 novembre 2020 sur W Network

- France : 3,489 millions de téléspectateurs (14,6 % des 4 ans et +)[11]

Rain Valdez (Chiffon)

## Audiences en France
Aux États-Unis, la série n'est pas diffusée à la télévision mais sur le service CBS All Access. Il est donc impossible de connaître l'audience de la série dans son pays d'origine.
En France, lors de sa soirée de lancement sur M6, la série a réalisé un excellent démarrage, permettant à la chaîne d'être la deuxième chaîne la plus regardée sur l'ensemble de la soirée, mais leader sur la cible des femmes de moins de 50 ans, très prisée des annonceurs, avec une part de marché de 32,4 %. Le premier épisode a réuni 4,52 millions de spectateurs et le second 4,47 millions, soit respectivement 16,3 % et 18,1 % sur le public âgé de quatre ans et plus. Via les services de rattrapages, les deux premiers épisodes gonflent leurs audiences avec une moyenne de 5,30 millions de spectateurs, soit 18,8 % du public, dont 34,9% sur les femmes de moins de cinquante ans, après une semaine de disponibilité.
| Épisode | Jour et horaire de diffusion        | Nombre de téléspectateurs | Part de marché (sur les 4 ans et plus) | Classement des audiences | Réf.   |  | Nombre de téléspectateurs J+7 | Réf.   |
| ------- | ----------------------------------- | ------------------------- | -------------------------------------- | ------------------------ | ------ |  | ----------------------------- | ------ |
| 1       | Jeudi 26 mars 2020 (21:05 - 21:55)  | 4 523 000                 | 16,3 %                                 | 2e                       | [ 14 ] |  | 5 230 000                     | [ 13 ] |
| 2       | Jeudi 26 mars 2020 (21:55 - 22:45)  | 4 470 000                 | 18,1 %                                 | 2e                       | [ 14 ] |  | 5 380 000                     | [ 13 ] |
| 3       | Jeudi 2 avril 2020 (21:05 - 21:55)  | 4 136 000                 | 14,7 %                                 | 2e                       | [ 15 ] |  |                               |        |
| 4       | Jeudi 9 avril 2020 (21:05 - 21:55)  | 3 831 000                 | 13,8 %                                 | 2e                       | [ 16 ] |  |                               |        |
| 5       | Jeudi 16 avril 2020 (21:05 - 21:55) | 3 879 000                 | 14,1 %                                 | 2e                       | [ 17 ] |  |                               |        |
| 6       | Jeudi 23 avril 2020 (21:05 - 21:55) | 3 590 000                 | 13,3 %                                 | 2e                       | [ 18 ] |  |                               |        |
| 7       | Jeudi 30 avril 2020 (21:05 - 21:55) | 3 455 000                 | 12 %                                   | 2e                       | [ 19 ] |  |                               |        |
| 8       | Jeudi 7 mai 2020 (21:05 - 21:55)    | 3 286 000                 | 12 %                                   | 2e                       | [ 20 ] |  |                               |        |
| 9       | Jeudi 14 mai 2020 (21:05 - 21:55)   | 3 536 000                 | 13,1 %                                 | 2e                       | [ 21 ] |  |                               |        |
| 10      | Jeudi 21 mai 2020 (21:05 - 21:55)   | 3 489 000                 | 14,6 %                                 | 3e                       | [ 22 ] |  |                               |        |
| Moyenne | Moyenne                             | 3 819 500                 | 14,2 %                                 | 2e                       | [ 23 ] |  |                               |        |

- Le plus haut chiffre d'audience
- Le plus bas chiffre d'audience